# The Broadway Boob
The Broadway Boob è un film muto del 1926 diretto da Joseph Henabery

## Trama
Daniel Williams lascia la sua piccola città di provincia dove nessuno lo apprezza per tentare la fortuna a New York. A Broadway, viene preso in uno spettacolo, ma il suo è un piccolo ruolo di nessuna importanza. Il suo agente, per fargli pubblicità, dichiara che Dan guadagna 3.000 dollari la settimana. Il padre di Dan, un banchiere in grosse difficoltà finanziarie, credendo che il figlio possa aiutarlo ad evitare la bancarotta, gli chiede un finanziamento. Ora Dan è costretto a raccontare la verità a suo padre. Poi però, con l'aiuto del suo agente, concepisce un piano per salvare la banca. La sua idea ha successo e, alla fine, Dan conquista finalmente il rispetto dei suoi concittadini e l'amore della ragazza di cui è innamorato.

## Produzione
Il film fu prodotto dall'Associated Exhibitors e dalla Oscar Price Productions

## Distribuzione
Distribuito dall'Associated Exhibitors, uscì nelle sale cinematografiche statunitensi il 25 aprile 1926